# IM Motors
IM Motors es una empresa conjunta de vehículos eléctricos entre el fabricante de automóviles chino SAIC Motor y las empresas de tecnología chinas Zhangjiang Hi-Tech y Alibaba Group.

## Etimología
El nombre inglés de la empresa, IM, significa "Inteligencia en movimiento". Su nombre chino es Zhiji Motors (智己汽车).

## Historia
La empresa conjunta IM Motors entre SAIC Motor, Alibaba Group y Zhangjiang Hi-Tech se estableció en diciembre de 2020, y más adelante, en enero de 2021, se presentó una representación en 3D del próximo sedán de la compañía, con el objetivo de competir con el Tesla Model S.
Los llamados vehículos de nueva energía, una industria que se desarrolla dinámicamente en China, se distinguen por sus sistemas de propulsión de alto rendimiento y alta potencia.
En abril de 2021 en el salón del automóvil Auto Shanghai, IM Motors presentó tres vehículos; el prototipo L7 eléctrico automóvil ejecutivo, junto con dos conceptos, el tamaño mediano SUV LS7 y el Airo diseñado por el diseñador inglés Thomas Heatherwick.
En julio de 2023, Audi y SAIC Group anunciaron su asociación para introducir la plataforma EV de IM Motors en los modelos eléctricos de Audi. 

## Modelos

### Modelos actuales
- IM L7 (2022-presente), sedán de tamaño completo
- IM L6, 2024, sedán compacto, con batería de estado sólido. Baterías desde 75 hasta 133 kWh de capacidad.[8]
- IM LS7 (2023-presente), tamaño mediano SUV
- IM LS6 (2023-presente), tamaño mediano SUV
- IM L5 (2025: a comenzar), compacto sedán

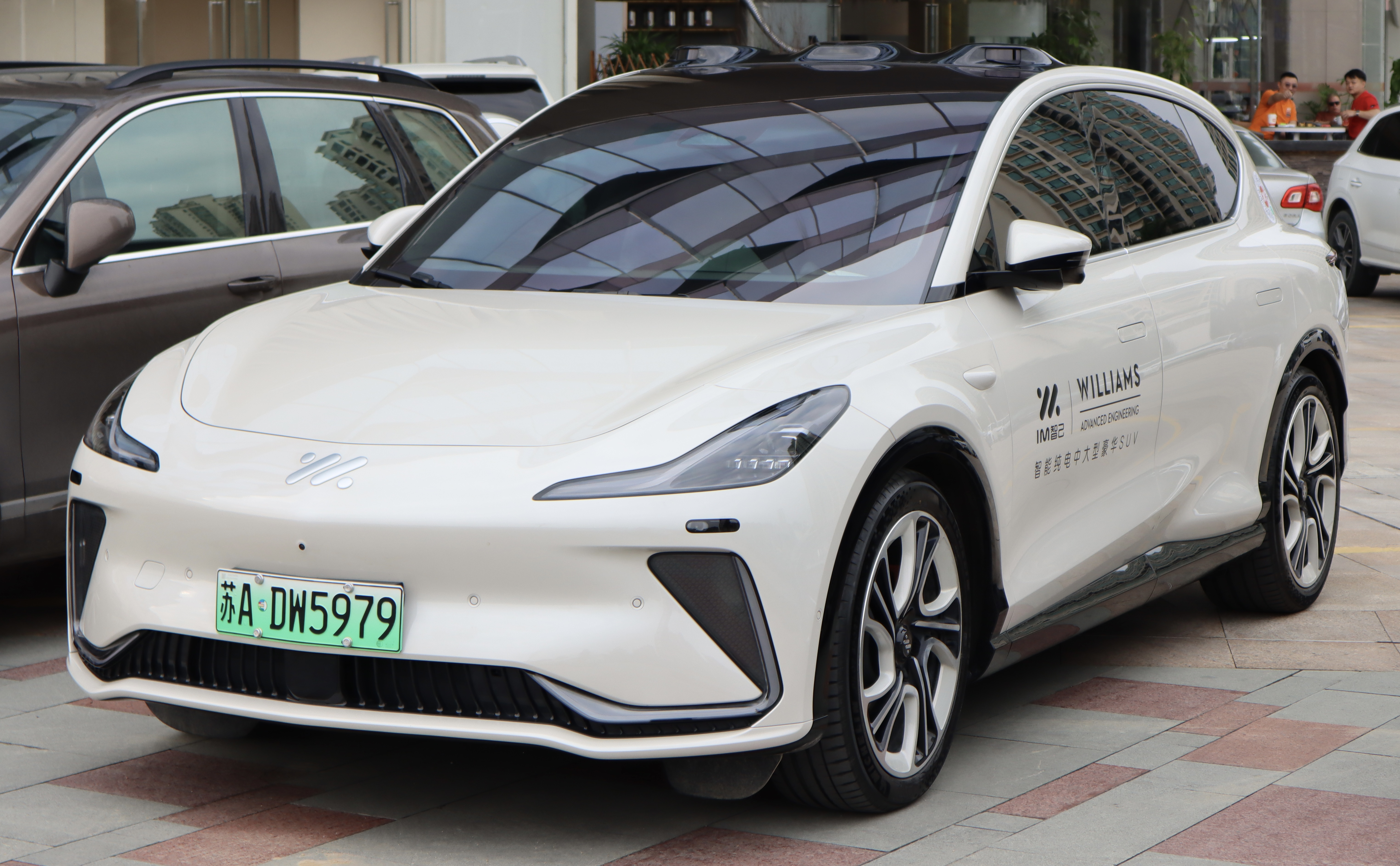
IM LS7
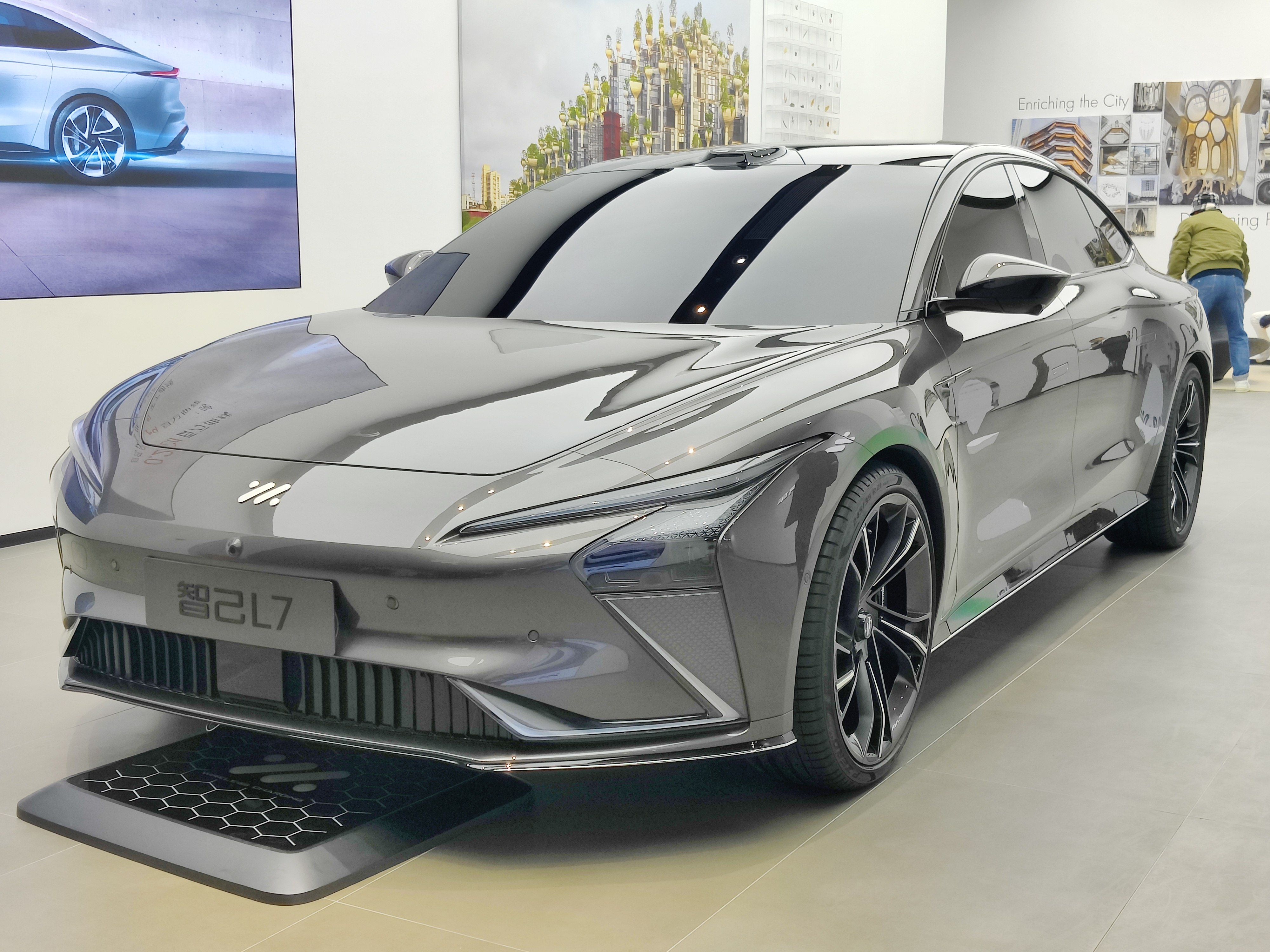
IM L7
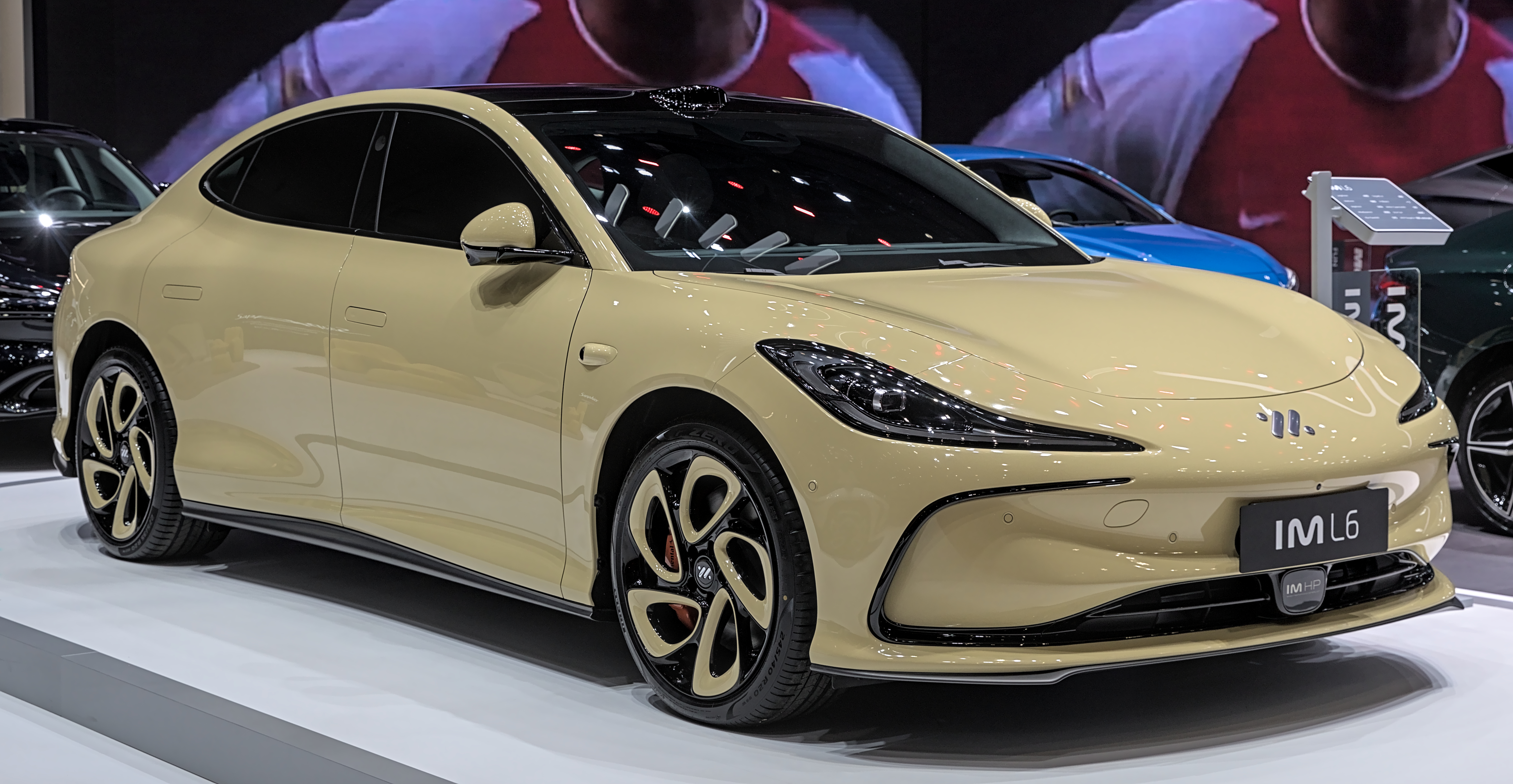
IM L6
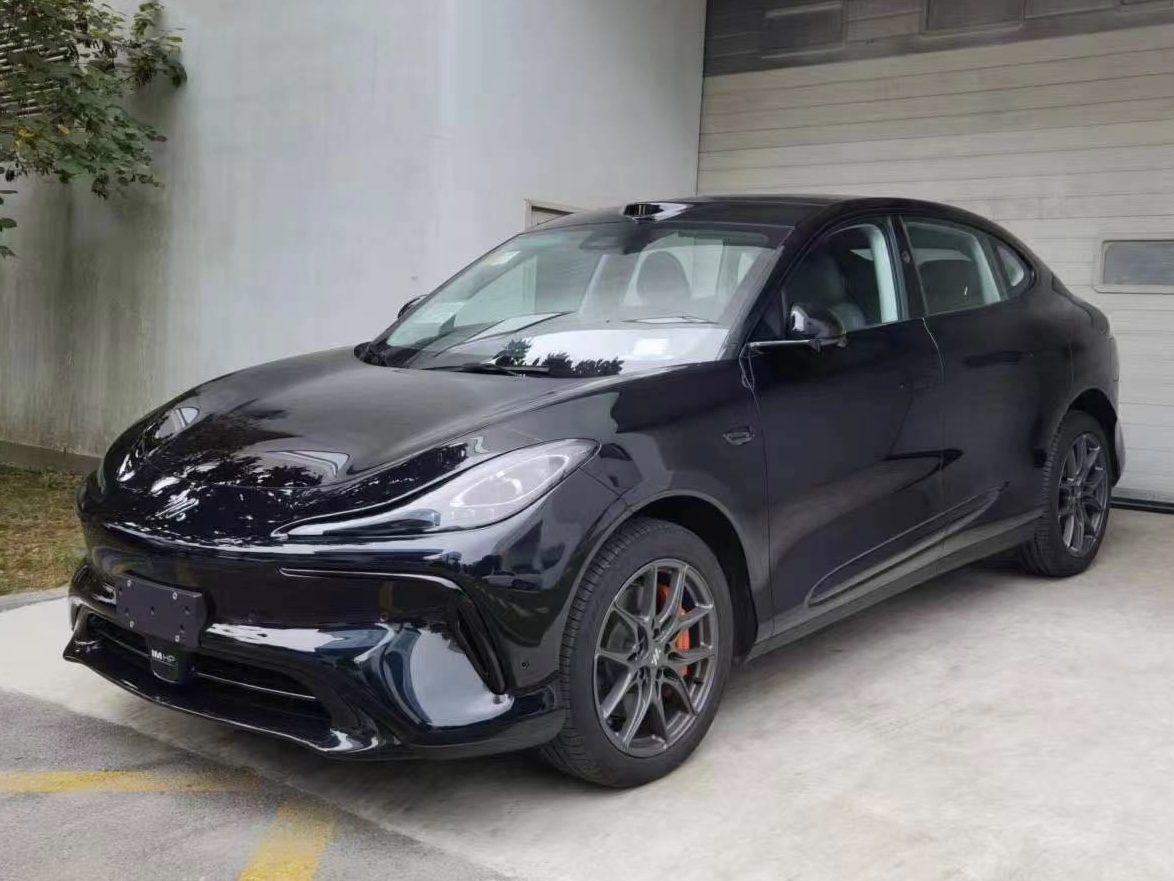
IM LS6

### Vehículos conceptuales
IM Motors ha revelado los siguientes concept cars:

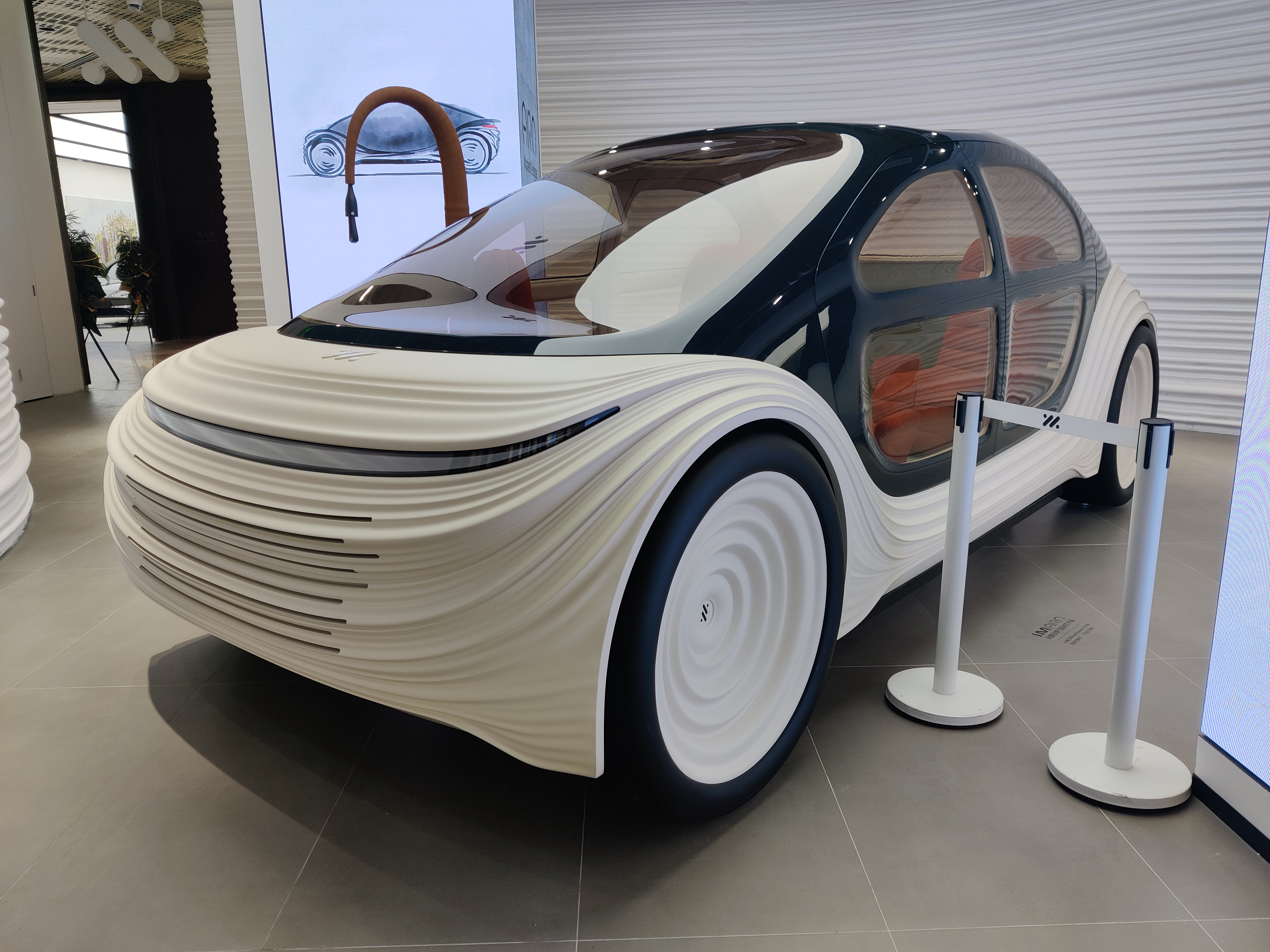
Airo (2021, Shanghai), un concept car de 4 puertas diseñado por Heatherwick Studio.
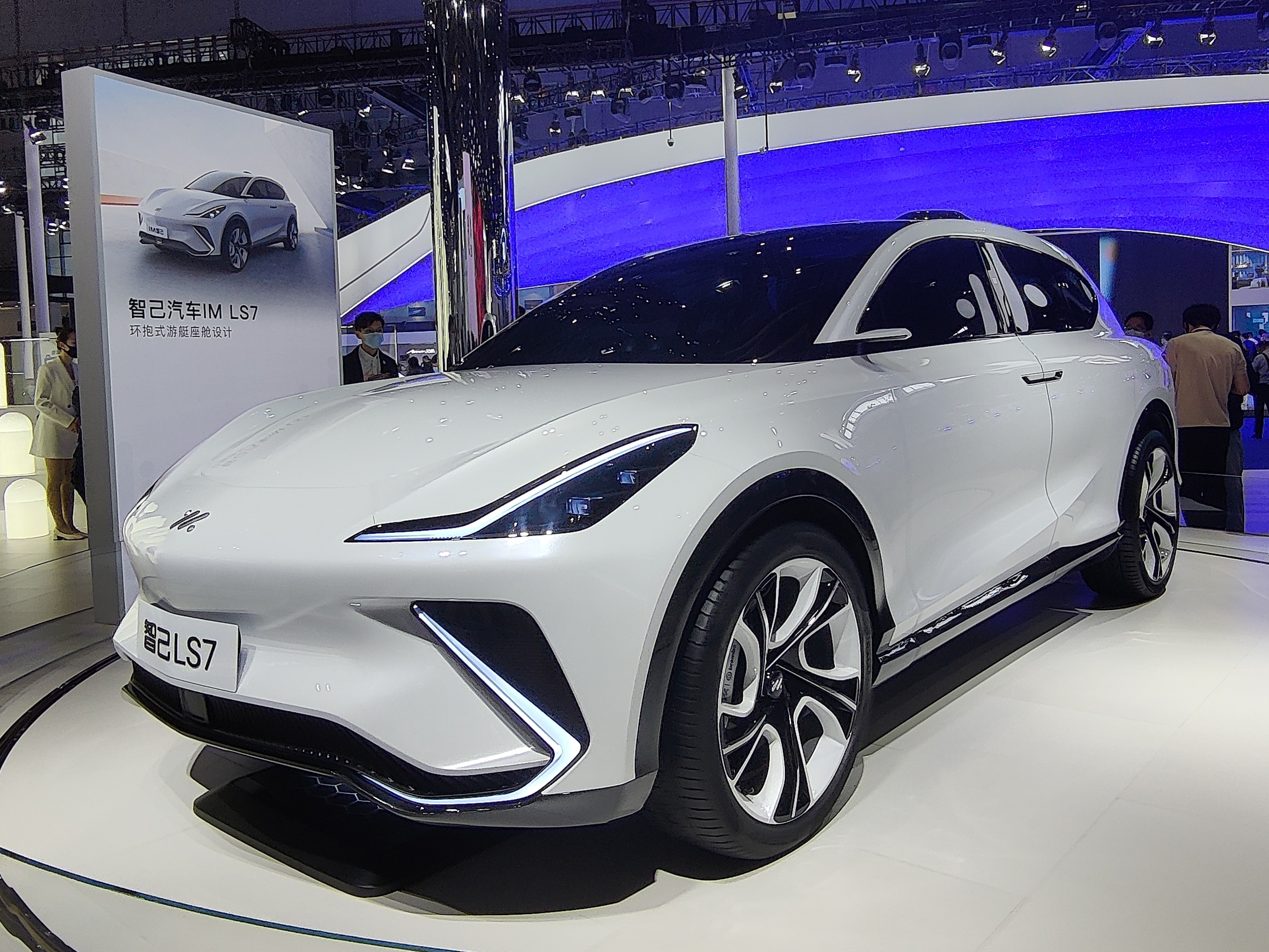
LS7 (2021, Shanghai), un concepto de tamaño mediano SUV que muestra un avance de un próximo modelo.  - IM Airo Concept
  - IM LS7 Concept